# Brugheas

Brugheas este o comună în departamentul Allier din centrul Franței. În 1 ianuarie 2022 avea o populație de 1.556 de locuitori.